# Myometrium

Baarmoeder en eileiders (fallopian tubes) (myometrium gelabeld midden rechts)

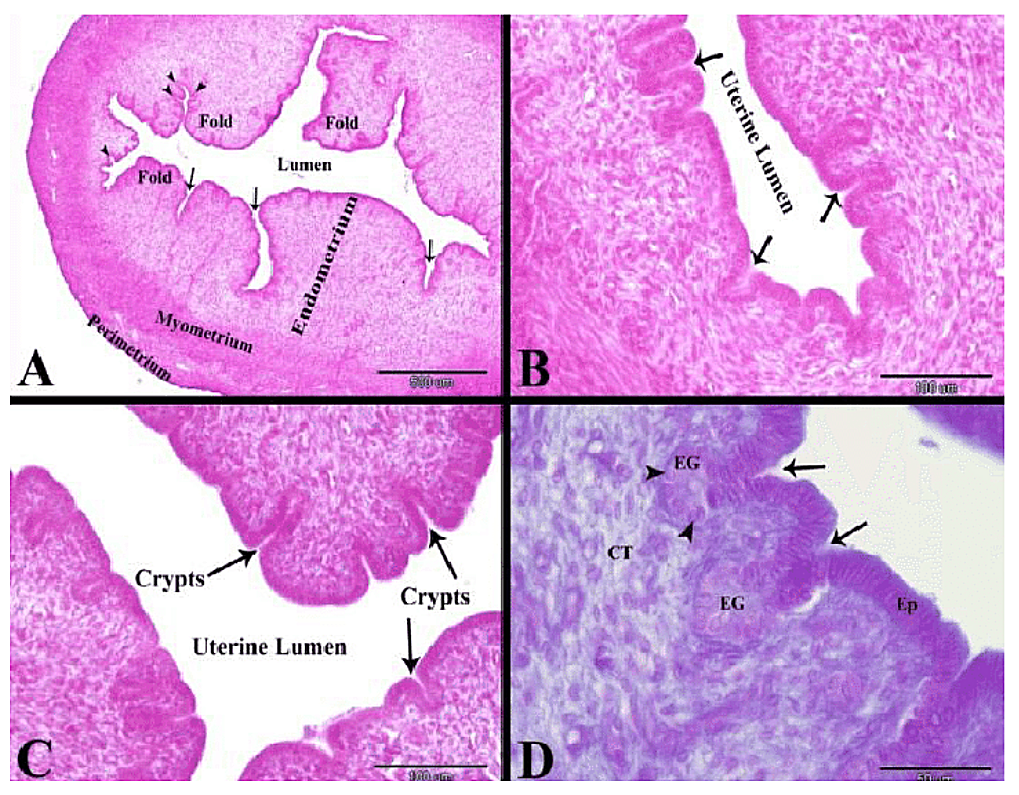
Konijnenbaarmoeder na 3-7 dagen schijnzwangerschap. Uterine lumen=baarmoederholte. Crypt=baarmoederslijmvliesklier.

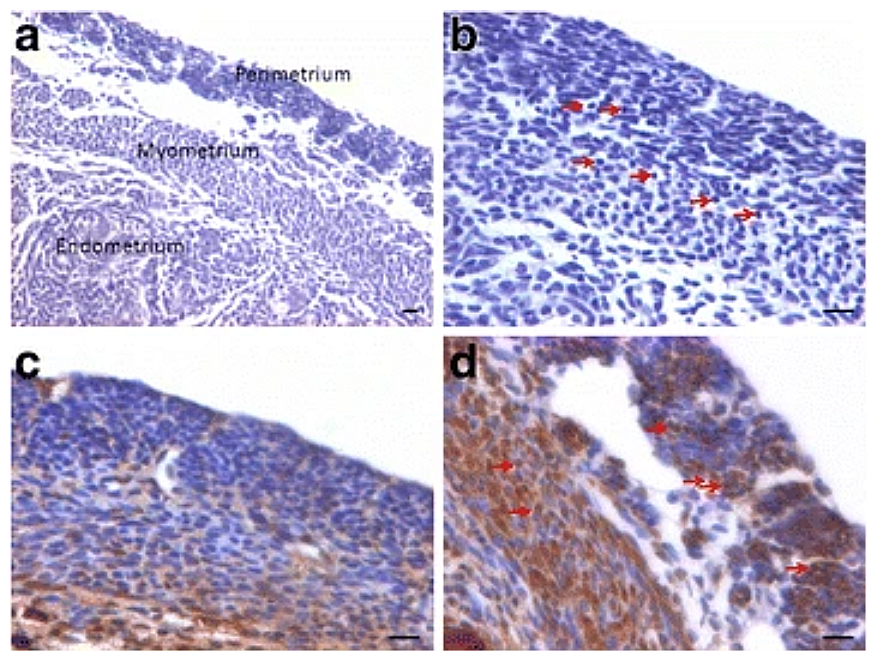
Muis. a: myometrium en perimetrium rondom het binnenste endometrium. b: Bij hogere vergroting bestaat het myometrium uit zowel ronde cellen (pijl) als dun verspreide stromale cellen. Schaalbalk is 20 μm.

Baarmoederarteriële vasculatuur met myometrium en endometrium (baarmoederslijmvlies).

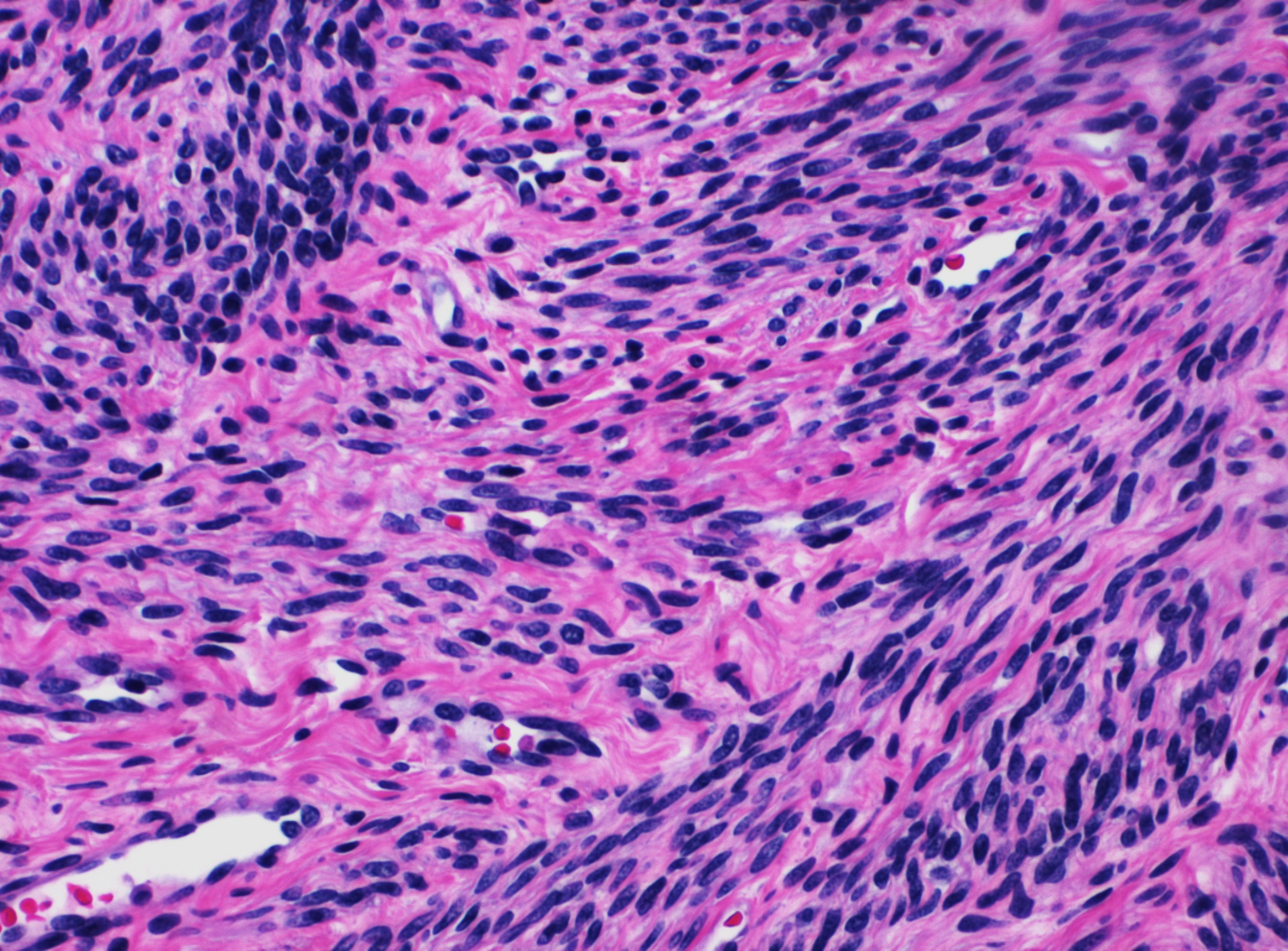
Histologisch preparaat van het myometrium bij een postmenopause. H&E-kleuring

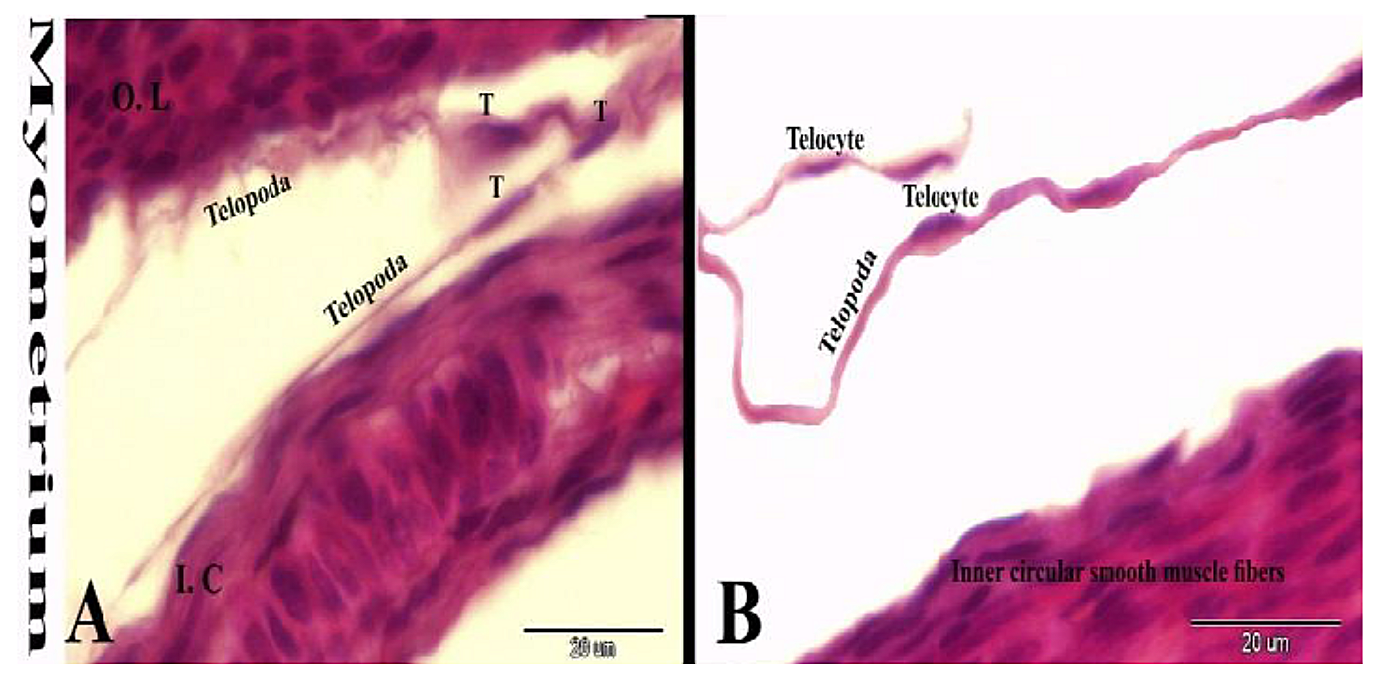
Konijnenbaarmoeder tijdens schijnzwangerschap met telocyten en telopoda

Het myometrium of de tunica muscularis uteri is de middelste laag van de baarmoederwand, die voornamelijk bestaat uit glad spierweefsel bestaande uit gladde spiercellen (ook wel baarmoedermyocyten genoemd. Deze laag ondersteunt ook het stroma- en vaatweefsel. De belangrijkste functie ervan is het samentrekken van de baarmoeder. Het wordt gekenmerkt doordat het het meest flexibele weefsel in het menselijk lichaam is, omdat het voldoende kan uitrekken om de groei en ontwikkeling van het embryo en foetus tijdens de zwangerschap mogelijk te maken en terugkeert naar zijn normale grootte na de bevalling.

## Structuur
Het myometrium bevindt zich tussen het baarmoederslijmvlies (de binnenste laag van de baarmoederwand) en de serosa of perimetrium (de buitenste baarmoederlaag). Het is 1-1,5 cm dik.
Het myometrium bestaat uit drie lagen (van binnen naar buiten):
- het subendometriale myometrium, of stratum subvasculare, dat bestaat uit cirkelvormige spiervezels en grenst aan het baarmoederslijmvlies;
- de middelste laag, of stratum vasculare, die het hoofdbestanddeel van het myometrium is en bestaat uit drie korte bundels die driedimensionaal zijn gerangschikt. Het bevat talrijke vertakkingen van bloedvaten;
- de buitenste laag, of stratum supravasculare, die bestaat uit spiervezels evenwijdig aan de as van de baarmoeder.

Tijdens de zwangerschap is de spierarbeid van het myometrium nul, maar tijdens de bevalling is de overdracht van de spierarbeid maximaal en helpt het myometrium de foetus uit te drijven. Tijdens de bevalling trekken de twee buitenste lagen samen om de baby uit te drijven. De weeën worden geremd door hoge concentraties progesteron.
Het binnenste derde deel van het myometrium (de ‘junctionele’ of ‘subendometriale’ laag genoemd) lijkt afkomstig te zijn van de gang van Müller, terwijl de buitenste, dikkere laag van het myometrium afkomstig lijkt te zijn van niet-müllers weefsel en is het belangrijkste samentrekkende weefsel tijdens de bevalling en abortus. De verbindingslaag lijkt te functioneren als een cirkelvormige spierlaag, in staat tot peristaltische en anti-peristaltische activiteit, vergelijkbaar met de spierlaag van de darmen.

### Spierstructuur
De moleculaire structuur van de gladde spier van het myometrium lijkt sterk op die van de gladde spieren op andere plaatsen in het lichaam, waarbij myosine en actine de voornaamste eiwitten zijn. In de gladde spieren van de baarmoeder is er ongeveer zes keer meer actine dan myosine aanwezig. Een verschuiving in de myosine-expressie van de gladde spieren van de baarmoeder kan verantwoordelijk zijn voor veranderingen in de richtingen van de samentrekkingen van de baarmoeder tijdens de menstruatiecyclus.

## Functie

### Samentrekking
De samentrekking van de baarmoeder speelt een belangrijke rol bij verschillende reproductieve functies, zoals het transport van sperma en embryo’s, innesteling, menstruatie, zwangerschap en bevalling. 
Het myometrium rekt uit (de gladde spiercellen breiden zich uit in zowel omvang als aantal) tijdens de zwangerschap zodat de baarmoeder verschillende keren groter kan worden dan de niet-zwangere omvang, en samentrekt op een gecoördineerde manier, via een positief terugkoppelingseffect op de "ferguson-reflex", tijdens de bevalling. Na de bevalling trekt het myometrium zich samen om de placenta af te drijven, en de dwarsgestreepte spiervezels van de middelste laag drukken de bloedvaten samen om bloedverlies te minimaliseren. Een positief voordeel bij vroege borstvoeding is de stimulatie van deze reflex om verder bloedverlies te verminderen en een snelle terugkeer naar de baarmoeder- en buikspierspanning van vóór de zwangerschap te vergemakkelijken.
De gladde spieren van de baarmoeder hebben een golvend patroon, dat wisselt tussen een samentrekkingspatroon en het handhaven van een rustspierspanning. De samentrekkingen (contracties) zijn afzonderlijke en met tussenpozen met variërende frequentie, amplitude (grootte) en duur.

#### Ruststadium
Het rustpotentiaal (Vrust) van het gladde spierweefsel van de baarmoeder ligt tussen -35 en -80 mV. Zoals bij het rustmembraanpotentieel van andere celtypen wordt het in stand gehouden door een Na+/K+ pomp die een hogere concentratie veroorzaakt van Na+ ionen in de extracellulaire ruimte dan in de intracellulaire ruimte, en een hogere concentratie van K+ ionen in de intracellulaire ruimte dan in de extracellulaire ruimte. Vervolgens resulteert het hebben van open K+ kanalen bij in een hogere concentratie dan Na+ kanalen in een algehele efflux van positieve ionen, resulterend in een negatief potentiaal.
Dit rustpotentiaal ondergaat ritmische veranderingen, die ‘langzame golven’ worden genoemd, en weerspiegelen de intrinsieke activiteit van langzame golfpotentialen. Deze langzame golven worden veroorzaakt door veranderingen in de verdeling van Ca2+, Na+, K+ en Cl−  ionen tussen de intracellulaire en extracellulaire ruimten, wat op zijn beurt de permeabiliteit van het celmembraan voor elk van deze ionen weerspiegelt. K+ is het belangrijkste ion dat verantwoordelijk is voor dergelijke veranderingen in ionenflux, die veranderingen in verschillende K+-kanalen weerspiegelen.

#### Prikkeling-samentrekking
De samentrekking (contractie) van de gladde spieren van de baarmoeder lijkt ook sterk op die van andere gladde spieren in het algemeen, waarbij een intracellulaire toename van calcium (Ca2+) samentrekking geeft.

#### Herstel naar rusttoestand
Het verwijderen van Ca2+ na samentrekking leidt tot ontspanning van de gladde spieren en herstelt de moleculaire structuur van het sarcoplasmatisch reticulum voor de volgende prikkel tot samentrekking.